# Aurora Noreña
Aurora Noreña (Ciudad de México, 1962) es una artista visual mexicana.Su trabajo se centra en la escultura, los recursos naturales, el reciclaje y el patrimonio cultural.

## Biografía

### Estudios
Aurora Noreña estudió la licenciatura en arquitectura en la Universidad Autónoma Metropolitana, unidad Azcapotzalco, y más adelante la maestría en artes visuales en la Escuela Nacional de Artes Plásticas (UNAM).

### Carrera artística y de docencia
Tiene un trabajo artístico y de docencia de las artes. Ha dado clases en la Universidad Autónoma Metropolitana unidad Xochimilco, el Claustro de Sor Juana, en la Escuela de Pintura, Escultura y Grabado La Esmeralda (INBA), así como en la Colección Jumex.
Ha expuesto su obra en Chile, España, Estados Unidos, México y Venezuela.

## Estilo artístico
En la escultura, sus temas se centran en el desgaste de recursos naturales, la acumulación de desperdicios, el reciclaje, y la relación entre lo natural y lo artificial. También ha trabajado el paisaje desde el feminismo. Trabaja artísticamente el tema de la vida cotidiana, los problemas medioambientales y sobre el patrimonio cultural.

### Patrimonio cultural
Parte de su producción se ha centrado en la investigación, documentación y construcción de piezas artísticas a partir de la pérdida del patrimonio cultural, sobre todo del patrimonio prehispánico de México, poniendo énfasis en el tráfico de bienes o herencias culturales y cómo afecta en el derecho al acceso a una memoria e identidad por parte de los pueblos originarios de México. Ha realizado 'repatriaciones simbólicas' de las piezas sustraídas, haciendo montajes de dichos objetos para generar una reflexión en los espectadores al respecto de esta problemática.
En 2020 realizó la exposición El que nace tepalcate, con obras que hacen alusión al tráfico de bienes culturales prehispánicos. Las piezas realizadas se basan en objetos mesoamericanos que fueron traficados por Leonardo Patterson, quien había publicado su colección en la exhibición La cultura en el tiempo: América prehispánica (1996).
En la exposición, reproduce en escultura una vasija de barro trípode que proviene de la cultura Mixteca. La pieza original tenía un diseño policromado tipo códice, y serpientes en sus patas. Para realizar la reproducción, Noreña hizo un modelado 3D, y después realizó variaciones con marcos de metal revestidos con tejido con cordones de plástico, a manera de la Silla Acapulco, apropiándose así de otro diseño nacional. En este sentido, Noreña no realiza reproducciones fieles, sino que las regenera de forma simbólica.
Noreña ha hecho réplicas simbólicas de otras obras del acervo de Patterson, que provienen de culturas del occidente de México, de Colima y Nayarit.

## Premios y reconocimientos
- 1991 -  Premio de Adquisición del XI Encuentro Nacional de Arte Joven[7]
- 1996-1997 - Jóvenes Creadores en Escultura, FONCA[7]